# 三甲基二氯化砷
三甲基二氯化砷是一种有机砷化合物，化学式为C3H9AsCl2。它可由三甲基砷的乙醚溶液和氯气的四氯化碳溶液反应制得。三甲基砷和五氯化磷反应，也能得到三甲基二氯化砷。它和过量的叠氮化钠反应，生成(CH3)3As(N3)2。